# Class 71
De Class 71 is een reeks elektrische locomotieven die gebruikt werd in de Southern Region van British Railways. Anders dan de andere elektrische locomotieven van de Southern Region, zoals de Class 73 en Class 74, konden ze alleen rijden op het derderail systeem in Zuid-Engeland.

## Geschiedenis
Als onderdeel van het moderniseringsplan van de Britsh Transport Commission uit 1955 werden in 1958 vierentwintig locomotieven gebouwd voor de kustlijnen in Kent. Ze werden gebouwd bij de werkplaats van British Rail in Doncaster De oorspronkelijke nummering was E5000 - E5023 maar het eerste exemplaar werd later omgenummerd in E5024. Voor de invoering van de computernummering (TOPS) werden ze aangeduid als de reeks HA.

## Voeding
De stroomtoevoer liep via een derde rail met een spanning van 650 V = in het oosten en midden of 750 V = in het westen, waarbij de regeling plaatsvond via een Booster (een motor met vliegwiel), zoals al toegepast in de Class 70. Op sommige terreinen, zoals de rangeerterreinen van Hither Green en Zuid-Oost London, en de steenkoolmijn Snowdown bij Dover, werd een bovenleiding van 650 V = gebruikt. Deze bovenleiding was aangebracht omdat het te gevaarlijk voor het personeel zou zijn om op voortdurend wagons aan en af te koppelen. Hiervoor werden tramachtige stroomafnemers toegepast wat kostenbesparend was omdat het niet nodig was om bij hogere snelheden stroom af te nemen. Om binnen het omgrenzingsprofiel te blijven werden de pantografen verzonken in het dak als ze niet werden gebruikt. Bepaalde exemplaren werden geleverd zonder pantograaf en reden dan ook een tijdje met een lege bak op het dak, de beschikbaarheid van dakstroomafnemers was dus duidelijk beperkt. Later, toen de bovenleiding op de rangeerterreinen vrijwel geheel was verwijderd, werd bij onderhoud de kans aangegrepen om bij een aantal exemplaren de pantograaf te verwijderen, zodat ook die rondreden met een lege bak.
Het gevaar van elektrocutie van spoorwegpersoneel op rail hoogte was de hele gedachte achter het beleid van Southern om rempijpen en schakelaars op een hoger punt aan te brengen en vormden een kenmerkende eigenschap waar het Southern materieel haar bijnaam doedelzakken aan te danken heeft. Rempijpen op standaard, lees laag, niveau werden wel aangebracht maar alleen gebruikt als de andere niet gebruikt konden worden.
Tien overtallige class 71 werden verbouwd tot Class 74 en verlieten de werkplaats in Crewe met doedelzakken in 1967/8 en ook 19 Class 33 diesels, die in Eastleigh werden verbouwd voor gebruik met de stuurstandrijtuigen van de trek-duwtreinen in de Southern Region (SR), werden zo uitgerust net als bijna alle rangeerlocomotieven van Class 03 en Class 08 die bij SR dienstdeden. Alle andere reeksen destijds bij SR, met uitzondering van de class 07, 09, 73 en 50, hadden de stuur en remleidingen ter hoogte van de buffers of zelfs daaronder, een riskante plek op enkele centimeters van de 750 V rail. Ondanks dat de bovenleiding slechts op een paar plaatsen aanwezig was werd de class 71 nooit voorzien van "hoge" aansluitingen.

## Operationeel
De universele locomotieven waren met 2700 pk voor een kleine Bo-Bo locomotief goed inzetbaar voor zowel zware goederentreinen als express treinen. De optreksnelheid voor personentreinen, zelfs als ze zwaar beladen waren, was opmerkelijk, en de klim uit Victoria station was vrijwel niet merkbaar. Beroemde treinen die werden getrokken door de class 71 waren de "Night Ferry" (De trein tussen Londen en Parijs die 's nachts per boot werd overgezet) en de "Golden Arrow" Pullman dienst, en vormden jarenlang een hoofdtaak voor de class 71.
De reeks was zeer betrouwbaar, maar doordat steeds meer diensten in het oosten werden overgenomen door treinstellen, reed ze uiteindelijk vrijwel geheel geen reizigersdiensten meer. Op het laatst verzekerden ze alleen nog de 'Night Ferry' en het nachtelijk krantenvervoer van Victoria naar Dover/Ramsgate. Zelfs deze werd op zaterdagavonden overgenomen door de class 33 diesels in verband met mogelijke werkzaamheden op de route.
De afhankelijkheid van elektriciteit bleek een knelpunt, veel vracht wordt 's nachts vervoerd om opstoppingen op de forensenroutes te vermijden. De onderhoudswerkzaamheden vinden ook voornamelijk 's nachts plaats, waarbij complete sectoren spanningsloos gemaakt worden. Het gevolg was dat de class 71 regelmatig omleidingen moest rijden om onder spanning te blijven en daarmee was de zuivere elektrische locomotief alleen nog inzetbaar voor interregionale goederentreinen. De kleinere Class 73 elektro-diesel kon makkelijk als invaller optreden, hoewel vaak per paar, en kon, dankzij de dieselmotor aan boord, ook rijden als de spanning was afgeschakeld. Class 71 begon, net als de Class 74, te lijken op een witte olifant. Op het laatst werden de meeste, hoewel geheel dienstvaardig, gesloopt omdat ze geen werk hadden.
De E5001 is het enige bewaarde exemplaar eveneens geheel rijvaardig (hoewel momenteel zonder de sleepcontacten). Net als de rest heeft het museum exemplaar nooit de standaard SR hoorns gekregen, maar behield ze de luchthoorns tot de uitrangering.

## Verbouwingen en omnummering
In de late jaren 60 werden tien exemplaren opgeslagen en uiteindelijk verbouwd. Deze verbouwing vond plaats in de werkplaats van British Rail te Crewe in 1967 en 1968. Hierbij werden de locomotieven voorzien van een dieselmotor en zodoende was er dus sprake van een elektro-diesellocomotief.  Aanvankelijk werden de nummers E7001 - E7010 toegekend maar werden genummerd E6101 - E6110 en aangemerkt als reeks HB, toen de computernummering werd ingevoerd werden ze ingedeeld als Class 74.
Als gevolg van de verbouwingen volgden drie omnummeringen om de gaten in de nummerreeks, die waren ontstaan door de verbouwde exemplaren, te vullen. De resterende veertien exemplaren kregen bij de computernummering de opvolgende nummers 71001 - 71014.

## Het einde
De reeks doorstond de dienst vrij ongehavend en geen enkele werd voortijdig gesloopt. Twee exemplaren stonden in afwachting van herstel in Ashford als gevolg van storingen en het definitieve einde kwam op de laatste dag van 1977 toen alle veertien locomotieven, in verband met de rationalisering van tractievoertuigen, in één keer werden uitgerangeerd. De diensten werden overgenomen door de Class 73 elektro-diesels als onderdeel van de nieuwe dienstregeling en een doelmatiger gebruik van de reeks 73.

## Museumloc
De 71001 werd als enige gered door het National Railway Museum in York die de locomotief terugbracht in originele staat met nummer E5001.
| Type HA | omnummering jaren 50 | Type HB | omnummering jaren 60 | computernummer (TOPS) | Status                          |
| ------- | -------------------- | ------- | -------------------- | --------------------- | ------------------------------- |
| E5000   | E5024                | E6104   | -                    | 74004                 | Gesloopt                        |
| E5001   | -                    | -       | -                    | 71001                 | Museumloc                       |
| E5002   | -                    | -       | -                    | 71002                 | Gesloopt                        |
| E5003   | -                    | E6107   | -                    | 74007                 | Gesloopt                        |
| E5004   | -                    | -       | -                    | 71004                 | Gesloopt                        |
| E5005   | -                    | E6108   | -                    | 74008                 | Gesloopt                        |
| E5006   | -                    | E6103   | -                    | 74003                 | Gesloopt                        |
| E5007   | -                    | -       | -                    | 71007                 | Gesloopt                        |
| E5008   | -                    | -       | -                    | 71008                 | Gesloopt                        |
| E5009   | -                    | -       | -                    | 71009                 | Gesloopt                        |
| E5010   | -                    | -       | -                    | 71010                 | Gesloopt                        |
| E5011   | -                    | -       | -                    | 71011                 | Gesloopt                        |
| E5012   | -                    | -       | -                    | 71012                 | Gesloopt                        |
| E5013   | -                    | -       | -                    | 71013                 | Gesloopt                        |
| E5014   | -                    | -       | -                    | 71014                 | Gesloopt                        |
| E5015   | -                    | E6101   | -                    | 74001                 | Gesloopt                        |
| E5016   | -                    | E6102   | -                    | 74002                 | Gesloopt                        |
| E5017   | -                    | E6109   | -                    | 74009                 | Gesloopt                        |
| E5018   | -                    | -       | E5003                | 71003                 | Gesloopt                        |
| E5019   | -                    | E6105   | -                    | 74005                 | Gesloopt                        |
| E5020   | -                    | -       | E5005                | 71005                 | Gesloopt                        |
| E5021   | -                    | E6110   | -                    | 74010                 | Dienstvoertuigl daarna Gesloopt |
| E5022   | -                    | -       | E5006                | 71006                 | Gesloopt                        |
| E5023   | -                    | E6106   | -                    | 74006                 | Gesloopt                        |